# 白内障手术
白内障手术（英語：Cataract surgery）是一項眼科手术，目的为移除混浊的晶状体，并植入透明的人工晶体以作取代。白内障的可能原因包括年老退化、眼睛受外力創傷、藥物副作用（特別是長期使用類固醇）、以及長期暴露於红外线和微波。第一症狀通常為對一般光線感到強烈的刺眼、夜晚視線昏暗、光源不足的地方，視線更加模糊。
白内障手术通常是眼科醫生在門診進行而不需要住院。無論是在眼球表面（topical）、眼球周邊（peribulbar）或眼球後方（retrobulbar）施以局部麻醉， 病人頂多感覺到稍微不舒服或幾乎沒感覺。此手術有超過90%的成功率幫助患者恢復因白內障而受損的視力；其衍生出的手術後遺症機率十分低。目前的白內障手術可概括分為兩類，分別為白內障超聲乳化術及囊外白內障摘除手術。當日手術、高手術量、低侵入性、手術傷口小的白內障超聲乳化術以及快速的術後恢復已是世界共同的白內障手術標準流程。

## 文獻
1. 1 2  .   [2019-05-25]. （原始内容存档于2021-01-18） （中文（香港））.
2. ↑  U.S. News & World Report, December 17, 2007, page 64.
3. ↑  University of Illinois Eye Center. "Cataracts." （页面存档备份，存于） Retrieved August 18, 2006.